# Пеньюар

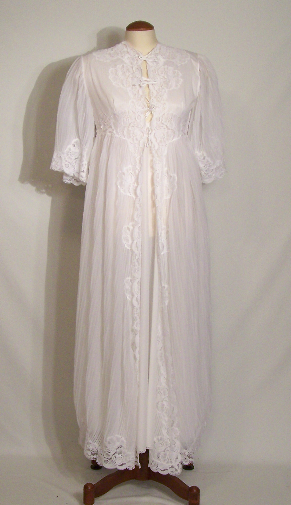
Винтажный пеньюар. 1960-е

Пеньюа́р (пенюа́р; фр. Peignoir) — разновидность домашней женской одежды, изготовленная обычно из муслина, шифона, шёлка или другого прозрачного материала; аналог мужского халата. Часто обшивается кружевом.
Пеньюар — примета домашней моды галантного века. Поскольку при приведении в порядок напудренных волос домашняя одежда оказывалась засыпанной мелкой серебристой пудрой, для дам, убиравших свои волосы в будуаре в начале или на исходе дня, был придуман отдельный наряд — пеньюар. Само слово происходит от франц. глагола peigner — «расчёсывать волосы».
Предшественник пеньюара был известен в Венеции XVI века под названием «рокетти». Это был дамский лёгкий халат из бархата и кружев для утреннего занятия макияжем.
В викторианскую эпоху различали три стадии утреннего женского туалета: пеньюар для нахождения в спальне или будуаре, матине́ (matinée) для завершения утреннего туалета, завтрака в обществе супруга или ближайших друзей и дезабилье (déshabillé) для завтрака в присутствии посторонних и неформального приёма друзей. В общей сложности парижская кокотка меняла туалет не менее семи раз за день, начиная с пеньюара ранним утром.
В «прекрасную эпоху» модистки стали предлагать атласные или батистовые пеньюары в комплекте с длинными перчатками и чулками из того же материала. Такие комбинации позволяли прикрыть обнажённые конечности в ситуациях, когда нельзя было исключить появления в утреннем платье перед посторонними (например, во время пребывания в гостях, при ночёвке в поезде или гостинице и т. д.).
В середине XX века пеньюары начинают изготавливаться из синтетических материалов и постепенно выходят из широкого употребления. В 1960-е Майя Плисецкая иронически говорила, что её пеньюар состоит из одной капли шанели.

## В художественной литературе
В русской литературе одним из первых стал наряжать своих героинь в пеньюары Лев Толстой: так, Наташа Ростова, готовясь к выезду на первый бал, «сидит перед зеркалом в накинутом на худенькие плечи пеньюаре», а фигура Анны Карениной в белом пеньюаре «казалась особенно велика и широка». У авторов «серебряного века» пеньюары фигурируют как орудие соблазнения: героиня Андрея Белого спешит к возлюбленному «с невольным влечением в водопадном, белом пеньюаре, словно из воздуха»; у С. Кржижановского хозяйка пытается соблазнить гувернёра своего сына «укачиваемыми дыханием сонно-синими розами пеньюара».
В советской литературе пеньюар, если и упоминался, то как атрибут буржуазного быта — как правило, дореволюционного. Значение его было не всем понятно: «Почему у вас в стихотворении „Кантон“ пеньюар — это бальное платье? Почему?!» — упрекают поэта Ляпис-Трубецкого. В «Повести о пустяках» советский чиновник валютного ведомства использует служебное положение, чтобы сразить любовницу таким подарком: «шёлковые чулки, шёлковое белье, кружевной пеньюар с голубыми перьями из Maison de Blanc и лакированные туфли от Рауля».